# Ядерная мембрана

Клеточное ядро человека

Я́дерная мембра́на, или ядерная оболо́чка, или кариоле́мма, или кариоте́ка, или нуклеоле́мма — двойная мембрана, окружающая ядро в эукариотических клетках.
Ядерная мембрана состоит из двух липидных бислоёв — наружной и внутренней ядерной мембраны. Пространство между мембранами называется перинуклеарным пространством; оно составляет единый компартмент с полостью эндоплазматического ретикулума (ЭПР). Обычно ширина перинуклеарного пространства составляет около 20—40 нм. Хотя внутренняя и внешняя ядерные мембраны продолжают друг друга, они несут разный набор белков.

## Наружная мембрана
Наружная ядерная мембрана непосредственно переходит в мембрану эндоплазматического ретикулума, но при этом наружная ядерная мембрана содержит различные белки в значительно более высоких концентрациях, чем они присутствуют в ЭПР.

## Внутренняя мембрана
Внутренняя мембрана ограничивает нуклеоплазму и изнутри покрыта ядерной ламиной, сетью промежуточных филаментов, которая поддерживает форму ядерной мембраны, обеспечивает прикрепление хроматина к оболочке ядра и участвует в регуляции экспрессии генов. Ядерная ламина состоит из белков ламинов. Внутренняя мембрана связана с наружной мембраной посредством ядерных пор, пронизывающих обе мембраны. Хотя ЭПР и обе мембраны соединены друг с другом, многие белки, входящие в их состав, фиксированы в мембране, а не диффундируют свободно в её пределах.

## Ядерные поры
Ядерная мембрана пронизана многочисленными ядерными порами. Это крупные белковые комплексы диаметром около 100 нм, с внутренней полостью около 40 нм шириной. Они соединяют внутреннюю и наружную ядерные мембраны. Количество ядерных пор различно в разных типах клеток и может изменяться в зависимости от транскрипционной активности ядра.

## Деление клетки
В течение G2-фазы интерфазы поверхность ядерной мембраны увеличивается, число ядерных пор иногда возрастает вдвое.
У некоторых низших эукариот, например, дрожжей, имеющих закрытый митоз, клеточная мембрана остаётся целой в ходе клеточного деления. Веретено деления у них формируется под мембраной. При полузакрытом митозе в ядерной оболочке образуются крупные отверстия. При закрытом митозе с внеядерным веретеном (у динофлагеллят) в ядерную оболочку встраиваются центромеры хромосом.
У высших эукариот — животных и растений — ядерная мембрана разрушается в прометафазе митоза, позволяя веретену деления сформироваться снаружи. Механизм разрушения и перестройки ядерной мембраны ещё не до конца понятен.

### Разрушение
У млекопитающих ядерная мембрана разрушается последовательно, шаг за шагом. Сначала полипептиды-нуклеопорины избирательно переносятся из ядерной мембраны. После этого оставшиеся ядерные поровые комплексы одновременно разрушаются. Биохимические исследования показали, что, скорее, ядерные поры распадаются на стабильные фрагменты, чем на короткие полипептидные цепочки.
Электронная и флуоресцентная микроскопия засвидетельствовали то, что ядерная мембрана абсорбируется эндоплазматическим ретикулумом — в норме ядерные белки в ЭПР не обнаруживаются, однако проявляются там в ходе митоза.

### Перестройка
То, как ядерная мембрана вновь перестраивается в целостную структуру в течение телофазы, остаётся спорным вопросом. Существуют две теории:
- слияние везикул — везикулы ядерной мембраны сливаются, образуя ядерную мембрану;
- переформировка ЭПР — части ЭПР, содержащие абсорбированные белки ядерной мембраны, покрывают ядерное пространство, формируя закрытую ядерную мембрану.